# Llista d'entitats financeres dels Països Catalans
Les entitats financeres dels Països Catalans són aquelles entitats financeres i de crèdit amb seu social als Països Catalans.
La classificació es divideix en: 1) caixes d'estalvis, 2) cooperatives de crèdit, 3) bancs, 4) entitats de diner electrònic, 5) agències i societats de valors, 6) societats gestores d'institucions d'inversió col·lectiva, 7) societats cooperatives amb serveis financers i 8) altres entitats. Cal advertir que les entitats incloses en el dos darrers apartats, a diferència de les altres, no estan subjectes a cap mena de regulació o supervisió per part dels organismes públics (com ara l'Institut Valencià de Finances). Finalment també s'hi inclouen les entitats financeres que han traslladat la seva seu social a fora dels Països Catalans o bé que han estat dissoltes.
El criteri d'ordenació en cada apartat es basa en l'ordre alfabètic dels noms i les marques comercials, atès que hi ha entitats que empren noms i marques comercials diferents encara que amb una mateixa personalitat jurídica i denominació social.

## Entitats financeres traslladades o dissoltes

### Caixes d'estalvis
- Bancaixa (1930-2012), canvi de caixa d'estalvis a fundació de caràcter especial, el seu negoci bancari i assegurador és aportat a Bankia.
- Caixa Catalunya (2010), fusió nova denominació CatalunyaCaixa i posteriorment a BBVA.
- Caixa Girona (2010), absorbida per la Caixa.
- Caixa Laietana (2012), canvi de caixa d'estalvis a fundació de caràcter especial, el seu negoci bancari és assumit per Bankia.
- Caixa Manlleu (2010), fusió nova denominació Unnim.
- Caixa Manresa (2010), fusió nova denominació CatalunyaCaixa.
- Caixa Mediterrani (2013), canvi de caixa d'estalvis a fundació de caràcter especial, el seu negoci bancari és assumit per Banc Sabadell.
- Caixa Penedès (1930-2013), canvi de caixa d'estalvis a fundació de caràcter especial, el seu negoci bancari és assumit per Banc Sabadell.
- Caixa Sabadell (2010), fusió nova denominació Unnim i després BBVA.
- Caixa Tarragona (1950-2010), fusió nova denominació CatalunyaCaixa.
- Caixa Terrassa (2010), fusió nova denominació Unnim.
- Caixa de Barcelona (1990), s'uneix a Caixa de Pensions de Catalunya i Balears i es converteixen en Caixa d'Estalvis i Pensions de Barcelona.[3]
- Caixa de Crèdit de Granollers (1986), adquirida per Caja Madrid.
- Caixa de Crèdit Industrial i Comercial de Catalunya
- Caixa de la Sagrada Família (1979), adquirida per Caixa de Barcelona.
- Caixa de Lleida (1979), adquirida per Caixa de Pensions.
- Caixa de Pensions de Catalunya i Balears (1990), s'uneix a Caixa de Barcelona i es converteixen en Caixa d'Estalvis i Pensions de Barcelona.[3]
- Caixa dels Advocats (1978-2010), absorbida per Multicaja.
- Caixa d'Avicultors de Reus (1988), adquirida per Caixa Catalunya.
- Caixa d'Estalvis de Catalunya, Tarragona i Manresa (2012), canvi de caixa d'estalvis a fundació de caràcter especial, el seu negoci bancari és assumit per Catalunya Banc.
- Caixa d'Estalvis de Mataró (1863), conversió en Caixa Laietana.
- Caixa d'Estalvis i Pensions de Barcelona (2014), canvi de caixa d'estalvis a fundació bancària, la seva activitat bancària és assumida per CaixaBank.
- Caixa d'Estalvis i Mont de Pietat de les Balears (1931-2015), canvi de caixa d'estalvis a fundació, la seva activitat bancària és assumida per Banco Mare Nostrum.
- Caixa Rural de Balears (1977-2011), absorbida per Cajamar.
- Caixa Rural de Catalunya (1965-1992), adquirida per iberCaja.
- Caixa Rural de Penedès-Garraf (1976-1994), adquirida per Caixa Catalunya.
- Caixa Rural de Reus (1986), adquirida per Caja Madrid.
- Caixa Rural de Segre-Cinca (1976-2000), adquirida per Caja Rural de Huesca.
- Caixa Rural del Pirineu (1986), adquirida per Caixa de Barcelona.
- Caixa Rural Provincial de Barcelona (1969-1989), adquirida per Caixa de Barcelona.
- Caixa Rural Provincial de Girona (1971-1988), adquirida per Caja Madrid.
- Bank Degroof Petercam Spain, adquirida per Andbank el 2022.
- Ruralcaixa (1965-2012), fusió amb Cajamar i creació de Cajas Rurales Unidas.
- Unnim Caixa (2011-2013), canvi de caixa d'estalvis a fundació de caràcter especial, el seu negoci bancari és assumit per Unnim Banc.

### Cooperatives de crèdit
- Crèdit València (2001-2013), absorbida per Cajamar.
- Caixa d'Arquitectes (1983-2017), trasllada la seva seu social fora dels Països Catalans, actualment Arquia Banca.
- Caixa d'Advocats (1978-2009), integració a MultiCaja, Caja Rural Aragonesa y de los Pirineos, convertida el 2012 en Bantierra, i actualment Arquia Banca.
- Caixa Rural Castelló (1975-2012), absorbida per Cajamar.
- Caixa Rural Casinos (1976-2013), absorbida per Cajamar.

### Bancs
- BNC 10 (2019-2021), fintech adquirida per Synthetic Neural Labs (SNL) dels EUA.
- Banc Agrícol i Comercial d'Andorra, fusió nova denominació Andorra Banc Agrícol Reig.
- Banc Atlàntic, absorbit per Banc Sabadell.
- Banc CAM (2010-2012), absorbit per Banc Sabadell.
- Banc Català de Crèdit (1986-1994), prèviament anomenat Banc Català de Desenvolupament i finalment absorbit pel Banco Sanpaolo.
- Banc Català de Desenvolupament (CADESBANK) (1964-1986), amb seu a Barcelona. Posteriorment s'anomenà Banc Català de Crèdit.
- Banc Català de Desenvolupament, amb seu a Perpinyà.
- Banc Comercial de Barcelona
- Banc Comercial Transatlàntic
- Banc de Barcelona (1609-1714)
- Banc de Barcelona (1845-1920)
- Banc de Barcelona (...-1980), absorbit per Banca Catalana.
- Banc de Catalunya (1920-1932), adquirit per Banco de Vizcaya.
- Banc de Crèdit Balear (1872-2008), absorbit per Banco Popular Español.
- Banc de Crèdit i Estalvi (1887-...)
- Banc de Girona
- Banc de la Petita i Mitjana Empresa (1978-2011), absorbit per CaixaBank.
- Banc de Promoció de Negocis (1973-...)
- Banc de Reus (1863-1932)
- Banc de Tortosa (1881-1950)
- Banc de València (1900-2013), absorbit per CaixaBank.
- Banc d'Alacant (1965-2000), absorbit per Banco Bilbao Vizcaya Argentaria.
- Banc d'Europa (2007), transformat en MicroBank de la Caixa.
- Banc dels Pirineus[4] (1975-1984)
- Banc Garriga Nogués (1947-1986), absorbit per Banco Español de Crédito.
- Banc Hispano Colonial (1876-1950)
- Banc Industrial de Catalunya (1965-...)
- Banc Mercantil de Manresa (...-1980)
- Banca Arnús, adquirida pel Banco Central.
- Banca Barcelonina de Finançament (1995-2000), després denominada General Electric Capital Bank.
- Banca Catalana (1959-2000), absorbit per Banco Bilbao Vizcaya Argentaria.
- Banca di Roma (1981-2002)
- Banca Jover (1947-2000), absorbit per Caja de Ahorros y Monte de Piedad de Madrid.
- Banca Mas Sardà (1947-1989), absorbit per Banco de Bilbao i traspassada a Banca Catalana.
- Banca Reig, fusió nova denominació Andorra Banc Agrícol Reig.
- Banca Suñer (1930-1954), nova denominació Banco de Madrid.
- Banca Vilella (1947-1969), absorbit per Banco de Vizcaya.
- Bankia, fusionada amb Caixabank.
- BankiaLink (2012-2016), marca de banca electrònica de Bankia.
- CatalunyaCaixa (2010-2016), marca de CatalunyaBanc, absorbit per Banco Bilbao Vizcaya Argentaria.
- Deutsche Bank, SAE (1953-2010), trasllada la seu social a Madrid.[5]
- Isbanc/CaixaBank (1997)[6][7]
- General Electric Capital Bank (2000-2014), abans denominada Banca Barcelonina de Finançament. El 2014 renúncia a operar com a entitat de crèdit.
- MicroBank, trasllada la seva seu social fora dels Països Catalans.
- Sindicat de Banquers de Barcelona
- Unió Industrial Bancària (1963-...)
- Unnim Banc (2011-2013), absorbit per Banco Bilbao Vizcaya Argentaria.